# Carex abortiva
Carex abortiva är en halvgräsart som beskrevs av Holmb. Carex abortiva ingår i släktet starrar, och familjen halvgräs. Inga underarter finns listade i Catalogue of Life.